# John James Audubon
John James Audubon (26 de abril de 1785 – 27 de janeiro 1851) foi um naturalista americano de origem francesa, especializado na ilustração científica de aves. O seu trabalho mais conhecido The Birds of America (As Aves da América em língua portuguesa) alcançou, durante a sua vida, sucesso comercial e trouxe-lhe enorme popularidade junto do público. O prestígio científico alcançado pela obra valeu-lhe elogios rasgados dos seus pares e permitiu-lhe tornar-se o segundo americano (depois de Benjamin Franklin) a ser incluído à seleta Royal Society britânica para as ciências.

## Biografia

### Primeiros anos
Audubon nasceu em 1785 em Santo Domingo na República Dominicana como Jean-Jacques Fougère Audubon, filho de um capitão da marinha mercante francesa e de Mademoiselle Rabine, que morreu pouco tempo depois do seu nascimento. Quatro anos depois, o capitão regressou a França e apresentou o bastardo à família. Audubon foi criado pela mulher legítima do pai que o tratou como um filho, juntamente com a sua meia-irmã, também nascida fora do casamento. Em 1803 Audubon regressa às Américas, para fugir ao ingresso nos exércitos de Napoleão Bonaparte, e com a ajuda financeira do pai instala-se em Mill Grove, perto de Filadélfia, onde a família detinha algumas propriedades. Nestes primeiros anos, Audubon desenvolve o gosto pelo desenho de temas naturalistas, em particular das aves das suas redondezas. O seu interesse era também de ordem científica e a sua curiosidade levou-o a fazer as primeiras experiências conhecidas de anilhagem de aves migratórias, para ver que indivíduos regressavam ao mesmo local no ano seguinte.
Em Mill Grove, Audubon casou com Lucy Bakewell, filha de uns vizinhos, que lhe deu dois filhos Victor e John. Pouco tempo depois do casamento, a família muda-se para Louisville no Kentucky, onde por influência paterna Audubon era suposto dedicar-se a negócios comerciais. A experiência acabou por ser um falhanço pois, por admissão do próprio em correspondência com amigos, a vida de empresário deixava-o deprimido. Após ter perdido quase todos os investimentos e estar à beira da bancarrota, Audubon percebeu que esta não era uma vida para si e decidiu dedicar-se ao seu projecto de vida: desenhar todas as aves da América do Norte.

### As Aves da América

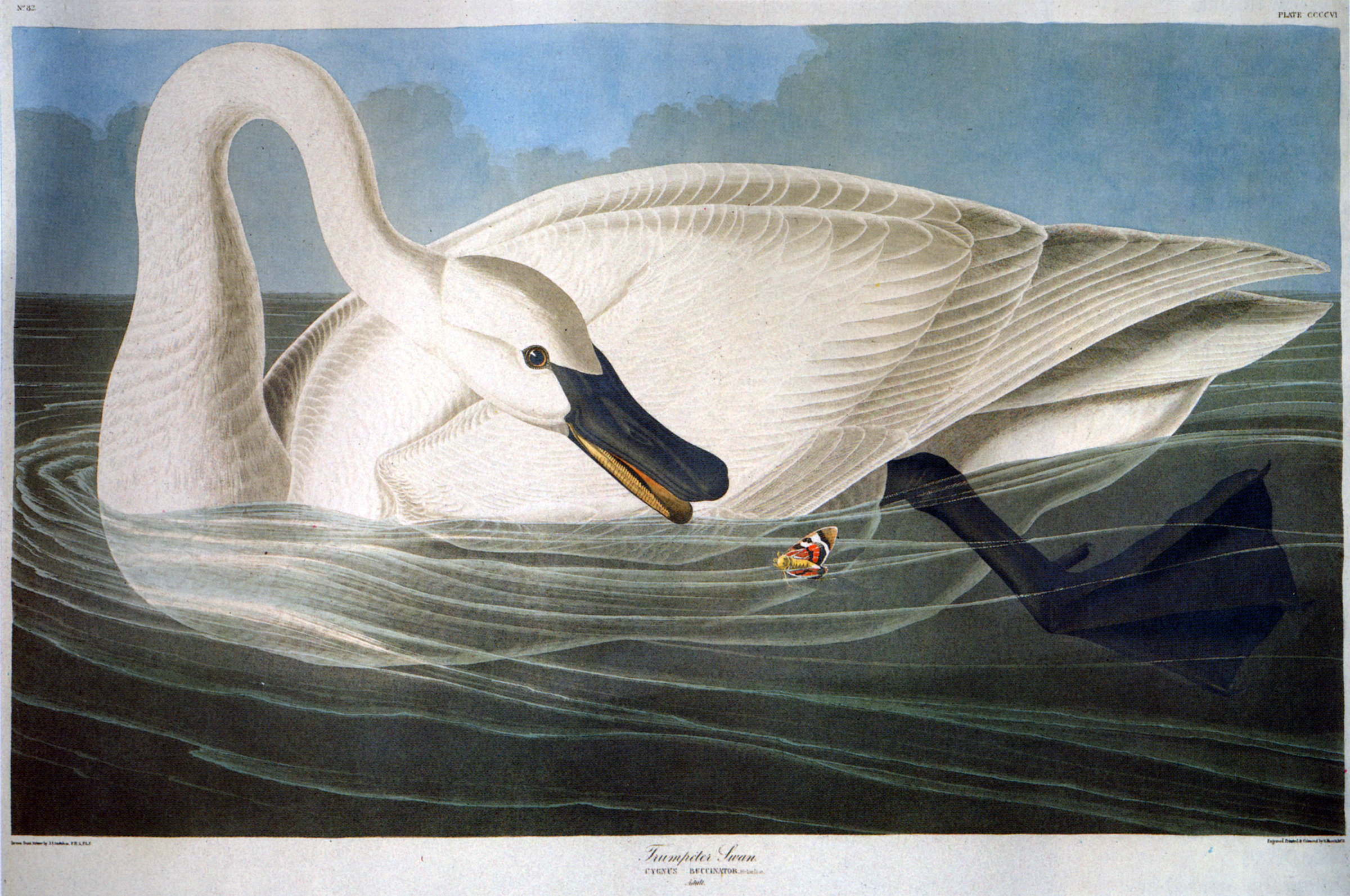
Estampa do The Birds of America, ilustrando o cisne-trombeteiro (Cygnus buccinator)

Em nome deste sonho, Audubon percorreu os Estados Unidos da América em busca das aves que pretendia desenhar, enquanto Lucy Bakewell suportava a família como professora. A sua insistência em procurar os seus modelos na Natureza, em vez de utilizar exemplares taxidermizados em museus era então uma abordagem totalmente nova da ilustração científica. Isto não significa, porém, que Audubon fosse um ecologista: ele fazia o seu trabalho de campo acompanhado de papel e material de desenho, mas também de uma espingarda que usava para matar as aves que pretendia ilustrar. Uma vez mortas, as aves eram repostas em posição de vida com arames e então desenhadas.
Em 1826, Audubon tinha a maioria das suas estampas preparadas e começou a procurar uma editora para publicar a sua obra-prima, o livro The Birds of America. Audubon, no entanto, não encontrou nenhuma casa editorial em Nova York ou Filadélfia que quisesse arriscar o negócio, e decidiu procurar a sua sorte na Europa. Com o dinheiro poupado pela mulher, comprou uma passagem e rumou ao Velho Continente.
Audubon foi um sucesso quase imediato no Reino Unido, em parte devido à qualidade dos seus desenhos, em parte pelas suas qualidades de marketing. Para vender o The Birds of America, Audubon adoptou uma aparência propositadamente exótica, deixando crescer o cabelo e aparecendo nos salões britânicos vestido de pioneiro americano, à maneira de David Crocket. As subscrições da obra não tardaram e Audubon pode contratar uma litografia para imprimir as cerca de 200 cópias das 435 gravuras que compunham o The Birds of America. Cada uma foi vendida ao preço exorbitante de 1 000 dólares americanos e entregues em volumes de 10 gravuras cada ao longo dos doze anos seguintes. O rei Jorge IV do Reino Unido foi um dos subscritores e entusiastas de Audubon, mas não foi o único. O Barão Georges Cuvier elogiou publicamente o trabalho de Audubon como um monumento à ornitologia e a Royal Academy convidou-o para se tornar membro da instituição.

### O sucesso
Audubon regressou às Américas em 1829, com o objetivo de encontrar mais assinantes da sua obra e para fazer mais viagens, a fim de completar as gravuras que lhe faltavam. Neste período, Audubon procurou popularizar a sua obra ao editar, em 1840, uma versão mais barata do livro The Birds of America, acessível também à classe média. O sucesso da Octavo Edition foi imediato e a primeira edição esgotou rapidamente as 1 200 cópias impressas.
Com os seus méritos reconhecidos e situação financeira estabilizada, Audubon comprou uma propriedade perto do rio Hudson, mas não parou de trabalhar. O seu trabalho seguinte Viviparous Quadrupeds of North America, ocupou os seus últimos anos e foi elaborado em colaboração com os seus dois filhos, John e Victor. Audubon morreu em 1851 e este livro foi publicado postumamente em 1852.

## Obras
- Birds of America (Edimburgo, 1827-1838)
- Ornithological Biographies (Edimburgo, 1831-1839)
- Viviparous Quadrupeds of North America (New York, 1845-1848)